# Dearest (chanson)
Pour les articles homonymes, voir Dearest.
Singles de Ayumi Hamasaki
Unite!
(2001) Daybreak
(2002)
Singles par Ayumi Hamasaki
Excerpts From Ayu-mi-x III - CD001
(2001)
Singles par Ayumi Hamasaki & KEIKO
A Song Is Born
(2001)
Dearest est le 24e single original d'Ayumi Hamasaki sorti sous le label Avex Trax, excluant ré-éditions, remixes, et son tout premier single sorti sous un autre label.

## Présentation
Le single sort le 27 septembre 2001 au Japon sous le label Avex Trax, produit par Max Matsuura. Il ne sort que deux mois et demi après le précédent single de la chanteuse : Unite! ; il sort le même jour que ses albums de remix Super Eurobeat presents ayu-ro mix 2 et Cyber Trance presents ayu trance. Il atteint la 1re place du classement de l'Oricon. Il se vend à 363 730 exemplaires la première semaine, et reste classé pendant 17 semaines, pour un total de 750 420 exemplaires vendus. Une autre version du single au format maxi 45 tours vinyle sortira un an plus tard.
Bien que officiellement présenté comme un single, le disque contient en fait onze titres, pour un total de près d'une heure d'écoute : la chanson-titre, cinq versions remixées en plus de sa version instrumentale et d'une version au piano en bonus, et trois versions remixées des précédents singles M, Never Ever et Endless Sorrow.
La chanson-titre Dearest est la sixième chanson dont Ayumi Hamasaki a aussi écrit la musique, sous le pseudonyme Crea, mais cette fois en collaboration avec D・A・I. Elle a servi de 3e générique de fin de la série anime Inu-Yasha. Elle figurera sur l'album I Am... qui sortira trois mois plus tard, puis sur les compilations A Ballads de 2003, A Best 2: Black de 2007, et A Complete: All Singles de 2008. Elle sera également remixée sur quatre albums de remix de 2002 et 2003 : Ayu-mi-x 4 + selection Non-Stop Mega Mix Version, Ayu-mi-x 4 + selection Acoustic Orchestra Version, Cyber Trance presents ayu trance 2, et RMX Works from Super Eurobeat presents ayu-ro mix 3.

## Liste des titres
Toutes les paroles sont écrites par Ayumi Hamasaki, toute la musique est composée par CREA & D・A・I, sauf N°3, 6, et 9 par CREA.
| 1.  | Dearest "Original Mix"                                         | Mix : Noriki Inada | 5:34 |
| 2.  | Dearest "Depth Nostalgic windmix"                              | CMJK               | 6:02 |
| 3.  | Never Ever "Jonathan Peters Radio Mix" (NEVER EVER...)         | Jonathan Peters    | 3:36 |
| 4.  | Dearest "Energized Mix"                                        | KO-1               | 8:29 |
| 5.  | Dearest "Huge 20011002 mix"                                    | Huge               | 5:46 |
| 6.  | Endless Sorrow "Hex Hector Main Radio Mix" (Endless sorrow...) | Hex Hector         | 3:43 |
| 7.  | Dearest "Laugh & Peace Mix"                                    | Laugh & Peace      | 5:10 |
| 8.  | Dearest "Fresh Energy Mix"                                     | Satoshi Ise        | 6:04 |
| 9.  | M "Johnny Vicious Radio Vox"                                   | Johnny Vicious     | 3:53 |
| 10. | Dearest "Original Mix" (Instrumental)                          | Mix : Noriki Inada | 5:36 |
| 11. | Dearest "Acoustic Piano Version" (titre bonus)                 | piano : Ken Shima  | 5:28 |

## Édition vinyle
Singles par Ayumi Hamasaki
Excerpts from ayu-mi-x III : CD003
(2001) Daybreak
(2002)
Dearest est un maxi 45 tours vinyle de Ayumi Hamasaki.
Il sort en édition limitée le 13 juillet 2002 au Japon sous le label indépendant Rhythm Republic affilié à Avex Trax. Il sort le même jour que la version vinyle du single Daybreak. 
Il contient la chanson-titre, déjà parue sur le 24e single CD homonyme de la chanteuse sorti un an auparavant le 27 septembre 2001, précédée de deux de ses versions remixées inédites.
| 1. | Dearest "Jonathan Peters' Club Mix" | Jonathan Peters, Coluccio |  |

| 1. | Dearest "Razor's Dub Mix" | Razor              |      |
| 2. | Dearest "Original Mix"    | Mix : Noriki Inada | 5:34 |